# VIA (警備業者)
株式会社VIA（VIA Inc.）は東京都港区南麻布に拠点を置く危機管理マニュアル作成・危機管理研修・セキュリティマネジメント等を行う危機管理コンサルタント会社である。

## 沿革
- 2002年 - 設立。
- 2021年 - 法人格消滅（7月27日付で登記記録閉鎖）[1]。

## 主な業務内容
- セキュリティマネジメント業務
- 危機管理マニュアル作成管理業務
- 危機管理研修、講習会開催